# قبیبات ابو الهدی
قبیبات ابو الهدی (به عربی: قبیبات أبو الهدی) یک روستا در سوریه است که در ناحیه صوران واقع شده‌است. قبیبات ابو الهدی ۴۰۲ نفر جمعیت دارد.